# اپتی‌فیباتید
اپتی‌فیباتید (انگلیسی: Eptifibatide) یک داروی ضد پلاکتی از دسته مهارکننده‌های گلیکوپروتئین IIb/IIIa است. این دارو به کلاس تقلیدکننده‌های آرژنین-گلیسین-آسپارتات تعلق دارد و به طور برگشت‌پذیر به پلاکت‌ها متصل می‌شود. اپتی‌فیباتید نیمه عمر کوتاهی دارد.